# 라트비아 정교회

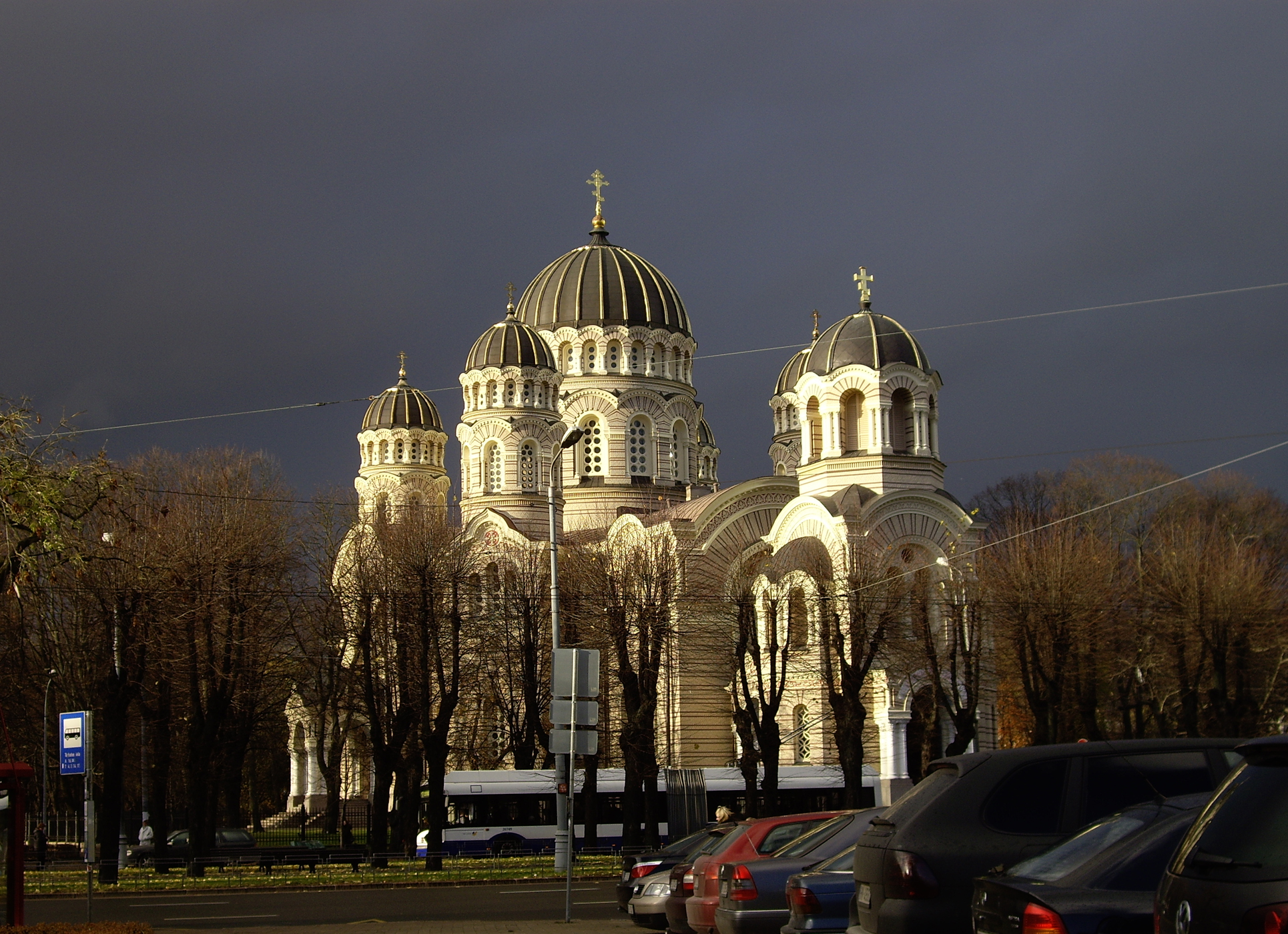

라트비아 정교회(라트비아어: Latvijas Pareizticīgā Baznīca, 러시아어: Латвийская Православная Церковь)는 모스크바 총대주교청의 재치권 아래 있는 동방 정교회의 자치 교회이다. 수석 주교의 공식 직함은 ‘리가와 라트비아 전역의 수도 대주교’(라트비아어: Rīgas un visas Latvijas metropolīts, 러시아어: Митрополит Рижский и всея Латвии)이다. 그 외 라트비아의 정교회 교단으로 라트비아 자치 정교회가 존재한다,

## 역사
라트비아에 정교회 신앙이 전해진 것은 11세기인데, 폴라츠크 교구의 선교 구역에 포함되었다. 라트비아 사람들 대부분은 13세기 독일 십자군 튜턴 기사단에게 정복당하기 전까지 이교도였다. 그렇지만 이에 앞서 비스발디스 등 라트갈레인 귀족들 일부와 일반 라트갈레아인 대다수가 이미 자발적으로 정교회로 개종했다. 그 증거로 리보니아 연대기에는 당시 예르시카에 정교회 성당들이 있었다는 기록이 있다. 또한 많은 교회 관련 단어들이 당시 라트비아어에 유입되었다. 정교회는 라트비아가 공식적으로 튜턴 기사단령에 합병된 이후에도 러시아 상인들을 위한 차원에서 계속 존재했으나 로마 가톨릭교회나 1525년 이후 들어온 루터교와 비교했을 때 매우 작은 공동체였다.
18세기에 라트비아가 러시아 제국에 합병되면서 라트비아에 거주하는 러시아인들과 정교회 신자 수가 상당히 증가했으나 라트비아인들에게 있어 정교회는 여전히 생소한 종교였다. 라트비아 정교회에 러시아 민족 뿐만 아니라 라트비아 민족까지 들어온 역사는 1840년대에 당시 러시아 제국의 신민이었던 토착 라트비아인들이 러시아 황제에게 라트비아어로 성찬예배를 드릴 수 있도록 청원한 때로 거슬러 올라간다. 정교회는 라트비아어를 사용한 것 뿐만 아니라 지역 주교가 발트 독일인들에 의해 권리가 제한당한 라트비아 원주민들을 지원함으로써 라트비아인들을 대상으로 한 선교에서 어느 정도 성과를 거두었다. 1880년대에는 리가에 정교회의 구세주 탄생 대성당이 세워졌다. 그렇지만 라트비아 지역의 루터파 독일인 귀족들은 정교회에 대해 항상 경계의 눈초리로 바라보았는데, 라트비아 루터교의 독일스러운 성향은 4만 명 가량의 라트비아인들이 루터교에서 정교회로 종파를 옮기는 요인 중 하나가 되었다. 1905년 종교의 자유가 선포되면서 약 12,000명의 라트비아인들이 정교회에서 루터교로 종파를 옮겼는데, 대표적인 이유는 정교회 신자와 루터교 신자가 혼인하는데 어려움이 많은 데다가 가족 구성원이 서로 종파가 달라 어려움을 겪었기 때문인 것으로 보인다.
제1차 세계대전 기간 동안 라트비아의 정교회 재산은 독일군에 의해 압류 조치되었다. 라트비아 독립 초창기에는 정교회가 친러주의의 온상이라는 의심을 받아 정부의 공인을 받는데 어려움을 겪었다. 이처럼 어려운 상황 속에서 1921년 라트비아 태생인 야니스 포메르스가 대주교에 임명되었다. 그는 1926년 교회가 정부의 공인을 받는데 성공하였으며, 좌파주의자들을 비롯한 반대자들의 거센 공격에 부딪히면서 교회의 위치를 확고히 하였다. 그는 볼셰비키에 반대하면서도 라트비아 정교회가 모스크바 총대주교청 산하에 계속 놓이도록 하였다. 1934년 그는 소련의 요원들에 의해 암살당했다. 반면에 라트비아의 민족주의자 카를리스 울마니스가 고용한 암살요원들에 의해 암살당했다고 보는 시각도 있다. 다음 해에 라트비아 정교회는 콘스탄티노폴리스 총대주교청 산하 자치 교회로 편입되었다. 이후 5년 간 아우구스틴 대주교의 사목 아래 라트비아 정교회는 계속 좋은 상태로 유지되었다. 그럼에도 불구하고 이 시기 동안 정교회 성당은 단 한 곳도 신설되지 않았다.
라트비아 정교회의 독립은 1940년 소련이 라트비아를 점령하면서 갑작스럽게 끝이 났다. 이후에도 1941년부터 1944년까지는 나치 독일이 라트비아를 점령하였고, 1944년에서 1991년까지는 소련이 재차 라트비아를 병합하였다. 이 시기 동안 라트비아 정교회는 소련의 여타 종교들과 마찬가지로 탄압을 받다가 제2차 세계대전 때 정교회가 지원한 일로 1943년에서 1948년까지, 그리고 미하일 고르바초프의 임기 말년에는 교회에 대한 박해가 다소 완화되었다. 1992년 12월 라트비아 정교회는 러시아 정교회와의 관계를 다시 복구하면서 재차 자치 교회로 선언되었다.
2001년 라트비아 정교회 시노드는 야니스 대주교의 순교를 인정하고 그를 시성하였다. 2006년에는 정교회에서 봉사한 사람들의 공로를 치하하기 위하여 ‘거룩한 순교자 야니스 훈장’을 제정하였다.
오늘날 라트비아에는 35만 명의 정교회 신자가 있다. 전례 언어는 러시아어 화자가 다수이기 때문에 교회 슬라브어를 사용하고 있다. 교회에서 소수인 라트비아인들을 위해 라트비아어로 전례를 집전하는 성당들은 리가와 아이나지 등에 산재해 있다.

## 같이 보기
- 라트비아 자치 정교회